# Matteo Berrettini
Matteo Berrettini (* 12. dubna 1996 Řím) je italský profesionální tenista. Ve své dosavadní kariéře na okruhu ATP Tour vyhrál deset singlových a dva deblové turnaje, včetně „doublu“ na antukovém Swiss Open Gstaad 2018. Na challengerech ATP a okruhu ITF získal pět titulů ve dvouhře a čtyři ve čtyřhře.
Na žebříčku ATP byl ve dvouhře nejvýše klasifikován v lednu 2022 na 6. místě a ve čtyřhře pak v červenci 2019 na 105. místě. Trénují ho bývalý Francisco Roi a Umberto Rianna. Dříve tuto roli plnil Vincenzo Santopadre.
V italském daviscupovém týmu debutoval v roce 2019 kvalifikačním kolem proti Indii, v němž vyhrál dvouhru s Gunneswaranem a prohrál čtyřhru v páru s Bolellim. Italové zvítězili 3:1 na zápasy. Do září 2024 v soutěži nastoupil k sedmi mezistátním utkáním s bilancí 4–2 ve dvouhře a 1–2 ve čtyřhře.

## Tenisová kariéra
V rámci hlavních soutěží dvouhry na okruhu ITF debutoval v srpnu 2013, když na turnaji v italském Appianu postoupil z kvalifikace. V úvodním kole podlehl krajanu Viktoru Galovicovi. Premiérový singlový titul na challengerech si odvezl z červencového San Benedetto Tennis Cupu 2017, kde ve finále přehrál srbského hráče Lasla Djereho. Druhý challenger získal na únorovém Trofeo Faip–Perrel 2018 v Bergamu po vítězství nad krajanem Stefanem Napolitanem.
Ve dvouhře okruhu ATP World Tour debutoval na květnovém Internazionali BNL d'Italia 2017 ze série Masters, když obdržel divokou kartu. V úvodním kole uhrál jen čtyři gamy na krajana Fabia Fogniniho. Premiérový kariérní vyhraný zápas v této úrovni tenisu dosáhl na lednovém Qatar ExxonMobil Open 2018 v Dauhá, na němž prošel kvalifikačním sítem. V prvním kole pak zdolal Srba Viktora Troického, aby poté podlehl německému hráči Petru Gojowczykovi.

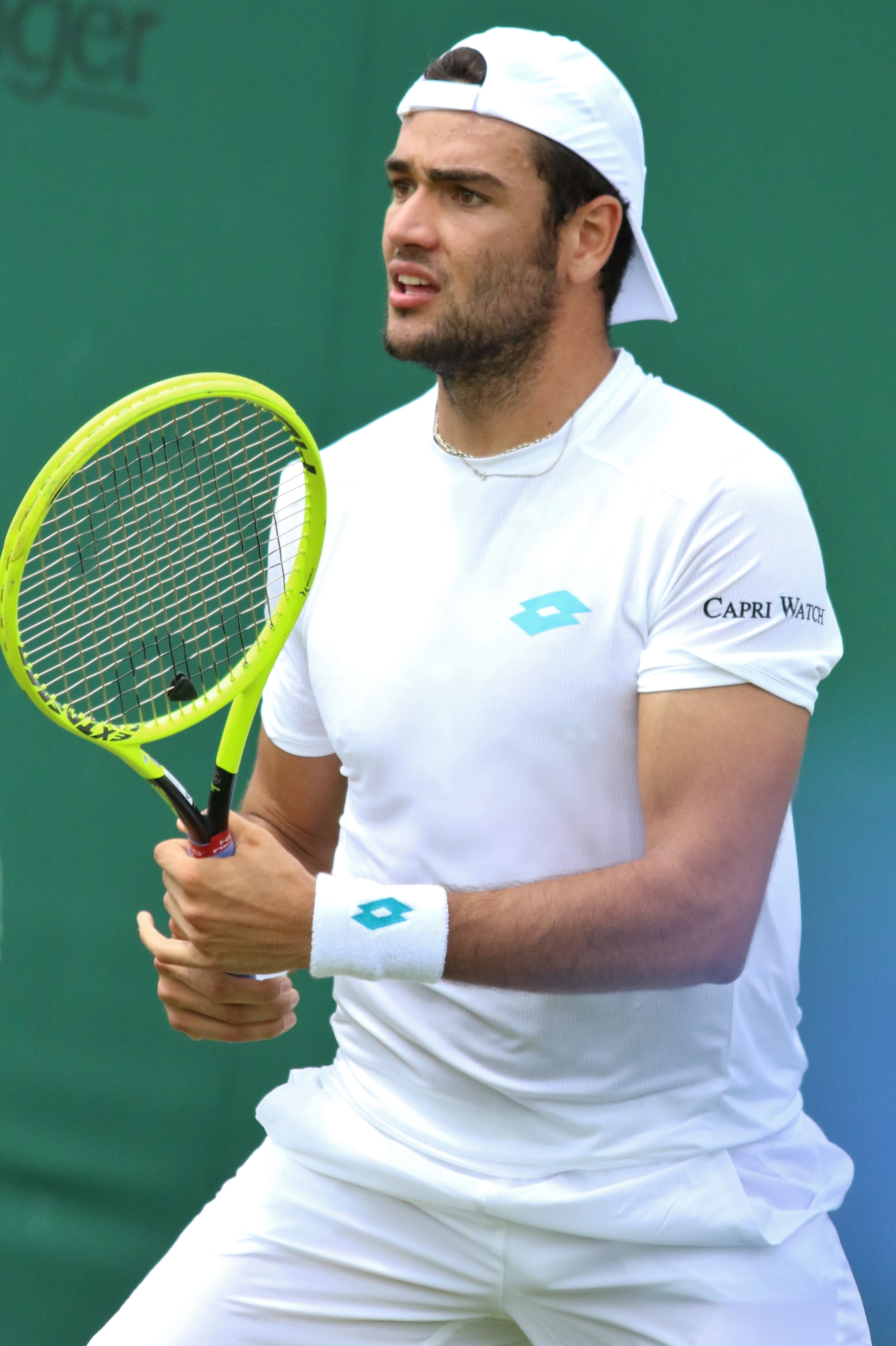
Ve Wimbledonu 2019 si zahrál první grandslamové osmifinále

Debut v hlavní soutěži nejvyšší grandslamové kategorie zaznamenal v mužském singlu Australian Open 2018 po zvládnuté tříkolové kvalifikaci, v jejímž závěrečném kole vyřadil Američana Denise Kudlu. V úvodní fázi singlu však nenašel recept na Francouze Adriana Mannarina. Průnik mezi sto nejlepších tenistů zaznamenal 19. března 2018 po prohraném finále texaského challengeru v Irvingu s Michailem Kukuškinem. Na žebříčku ATP postoupil ze 108. na 95. příčku. Do třetího kola se pak podíval na pařížském French Open 2018, kde dohrál na raketě pozdějšího finalisty Dominica Thiema z Rakouska ve čtyřech setech.
Z antukového Swiss Open Gstaad 2018 si odvezl premiérové dva tituly na túře ATP. Ve finále dvouhry přehrál španělskou turnajovou dvojku Roberta Bautistu Aguta po dvousetovém průběhu. Na okruhu přitom před Gstaadem nikdy nepostoupil do čtvrtfinále a měl jen sedm vítězných utkání. V témže dni triumfoval i ve čtyřhře, když s krajanem Danielem Braccialim zvládli závěrečný duel proti ukrajinsko-slovenské dvojici Denys Molčanov a Igor Zelenay po vyhraných tiebreacích. Berrettini v době turnaje figuroval až na 650. místě deblového žebříčku a před turnajem na túře ATP nevyhrál žádný zápas čtyřhry.
Druhou deblovou trofej vybojoval na halovém St. Petersburg Open 2018 v Petrohradu, kde po boku Fabia Fogniniho ve finále porazili česko-nizozemské turnajové trojky a obhájce titulu, Romana Jebavého s Matwém Middelkoopem, opět ve dvou zkrácených hrách.

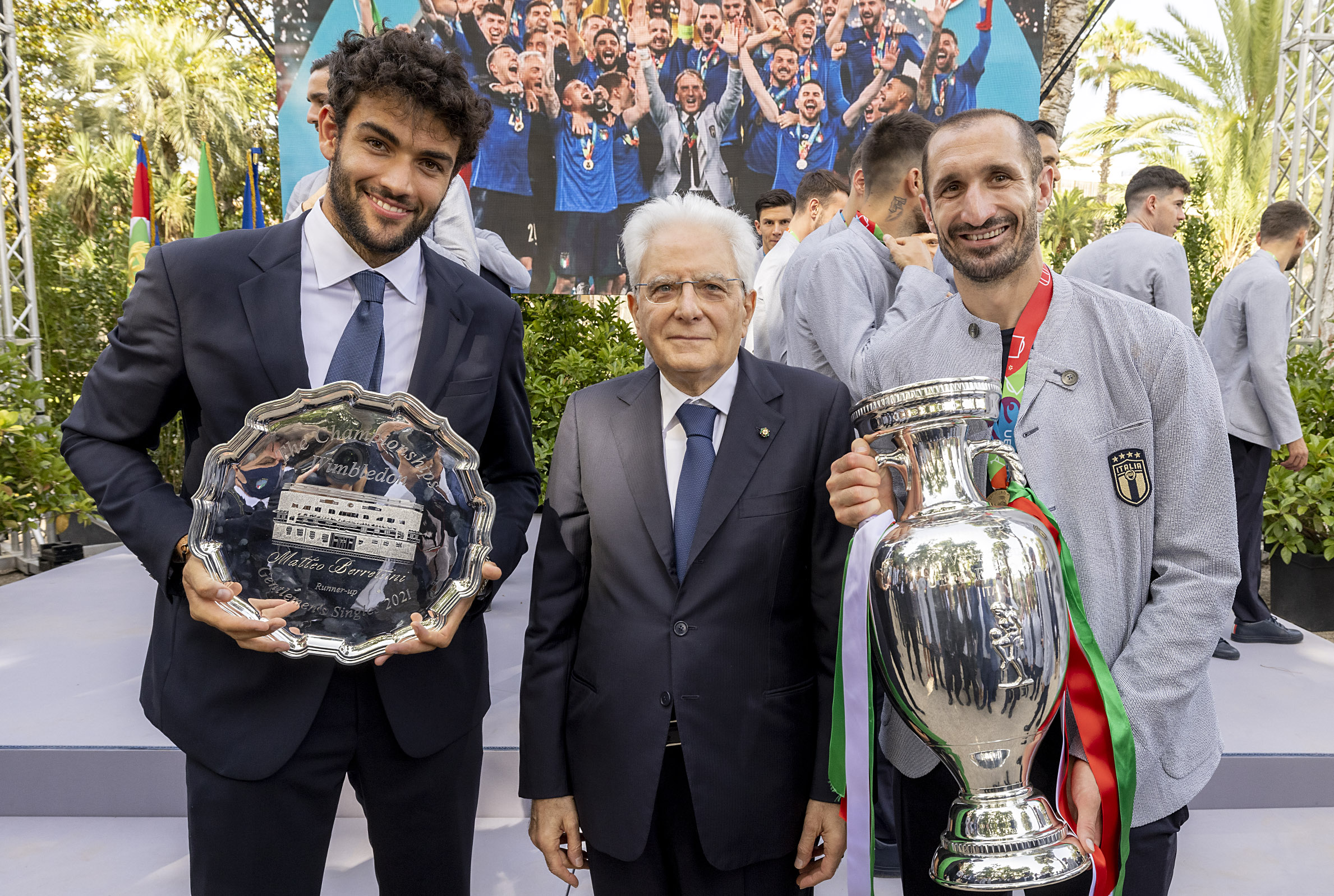
Berrettini s tácem wimbledonského finalisty, prezident republiky Sergio Mattarella a kapitán italské fotbalové reprezentace Giorgio Chiellini s pohárem pro mistry Evropy 2020. Berrettini i fotbalisté získali v Londýně trofeje ve stejný den, 11. července 2021

V sezóně 2019 nejdříve ovládl budapešťský Hungarian Open a poté stuttgartský MercedesCup, hraný na trávě. V jeho finále porazil kanadskou turnajovou sedmičku Félixe Augera-Aliassimeho po dvousetovém průběhu. V dlouhém tiebreaku 13:11 využil čtvrtý mečbol. Během stuttgartského turnaje neztratil v 50 odservírovaných gamech ani jedno podání. Ve Wimbledonu zůstal poprvé v grandslamové soutěži i druhý hrací týden po pětisetové bitvě třetího kola, v níž vyřadil Argentince Diega Schwartzmana. Poté však nenašel recept na pozdějšího finalistu Rogera Federera. Z letních událostí v Gstaadu a Montréalu se odhlásil pro zranění kotníku. Před Flushing Meadows tak stihl odehrát jen generálku Western & Southern Open v Cincinnati. Na US Open 2019 postoupil po pětisetovém vítězství nad Gaëlem Monfilsem do prvního kariérního semifinále na grandslamu. Již výhra ve čtvrtém kole nad Andrejem Rubljovem znamenala, že se stal prvním Italem ve čtvrtfinále Flushing Meadows od Corrada Barazzuttiho v roce 1977. Přes světovou pětku Dominica Thiema prošel do semifinále říjnového Rolex Shanghai Masters 2019, v němž podlehl Alexandru Zverevovi. Bodový zisk jej v listopadu téhož roku posunul do první světové desítky, na 8. místo žebříčku ATP.
Osmou singlovou a čtvrtou antukovou trofej na túře ATP si odvezl z dubnového Grand Prix Hassan II 2024, který hostila Marrákeš. Ve finále porazil španělského obhájce Roberta Carballése Baenu. Do soutěže nastoupil pod žebříčkovou ochranou v důsledku půlročního výpadku pro zranění kotníku. Po návratu na okruh se jednalo o jeho třetí turnaj, a v sezóně 2024 druhý. Po skončení se ze 135. příčky žebříčku vrátil do první světové stovky.

## Soukromý život
Narodil se roku 1996 v italské metropoli Římu do rodiny Lucy Berrettiniho a Claudie Bigové. Mladší bratr Jacopo Berrettini hraje také tenis. Babička z matčiny strany Lucia Fogaça pochází z Rio de Janeira, děd z otcovy strany pak z Florencie. V říjnu 2019 navázal partnerský vztah s australskou tenistkou Ajlou Tomljanovićovou. Rozešli se v roce 2022.

## Finále na Grand Slamu

### Mužská dvouhra: 1 (0–1)
| Stav      | Rok  | Turnaj    | Povrch | Soupeř ve finále | Výsledek                |
| --------- | ---- | --------- | ------ | ---------------- | ----------------------- |
| Finalista | 2021 | Wimbledon | tráva  | Novak Djoković   | 7–6(7–4), 4–6, 4–6, 3–6 |

## Finále na okruhu ATP Tour
| Legenda                       |
| D – dvouhra; Č – čtyřhra      |
| Grand Slam (0–1 D)            |
| Turnaj mistrů (0)             |
| ATP Tour Masters 1000 (0–1 D) |
| ATP Tour 500 (2–0 D)          |
| ATP Tour 250 (8–4 D; 2–1 Č)   |

### Dvouhra: 16 (10–6)
| Stav      | č.  | datum             | turnaj                                       | kategorie   | povrch | soupeř ve finále        | výsledek                |
| --------- | --- | ----------------- | -------------------------------------------- | ----------- | ------ | ----------------------- | ----------------------- |
| Vítěz     | 1.  | 29. července 2018 | Gstaad, Švýcarsko                            | ATP 250     | antuka | Roberto Bautista Agut   | 7–6(11–9), 6–4          |
| Vítěz     | 2.  | 28. dubna 2019    | Budapešť, Maďarsko                           | ATP 250     | antuka | Filip Krajinović        | 4–6, 6–3, 6–1           |
| Finalista | 1.  | 5. května 2019    | Mnichov, Německo                             | ATP 250     | antuka | Cristian Garín          | 1–6, 6–3, 6–7(1–7)      |
| Vítěz     | 3.  | 16. června 2019   | Stuttgart, Německo                           | ATP 250     | tráva  | Félix Auger-Aliassime   | 6–4, 7–6(13–11)         |
| Vítěz     | 4.  | 25. dubna 2021    | Bělehrad, Srbsko                             | ATP 250     | antuka | Aslan Karacev           | 6–1, 3–6, 7–6(7–0)      |
| Finalista | 2.  | 9. května 2021    | Madrid, Španělsko                            | Master 1000 | antuka | Alexander Zverev        | 6–7(10–8), 4–6, 3–6     |
| Vítěz     | 5.  | 20. června 2021   | Queen's Club, Londýn, Spojené království     | ATP 500     | tráva  | Cameron Norrie          | 6–4, 6–7(5–7), 6–3      |
| Finalista | 3.  | 11. července 2021 | Wimbledon, Londýn, Spojené království        | Grand Slam  | tráva  | Novak Djoković          | 7–6(7–4), 4–6, 4–6, 3–6 |
| Vítěz     | 6.  | 12. června 2022   | Stuttgart, Německo (2)                       | ATP 250     | tráva  | Andy Murray             | 6–4, 5–7, 6–3           |
| Vítěz     | 7.  | 19. června 2022   | Queen's Club, Londýn, Spojené království (2) | ATP 500     | tráva  | Filip Krajinović        | 7–5, 6–4                |
| Finalista | 4.  | 24. července 2022 | Gstaad, Švýcarsko                            | ATP 250     | antuka | Casper Ruud             | 6–4, 6–7(4–7), 2–6      |
| Finalista | 5.  | 23. října 2022    | Neapol, Itálie                               | ATP 250     | tvrdý  | Lorenzo Musetti         | 6–7(5–7), 2–6           |
| Vítěz     | 8.  | 7. dubna 2024     | Marrákeš, Maroko                             | ATP 250     | antuka | Roberto Carballés Baena | 7–5, 6–2                |
| Finalista | 6.  | 16. června 2024   | Stuttgart, Německo                           | ATP 250     | tráva  | Jack Draper             | 6–3, 6–7(5–7), 4–6      |
| Vítěz     | 9.  | 21. července 2024 | Gstaad, Švýcarsko (2)                        | ATP 250     | antuka | Quentin Halys           | 6–3, 6–1                |
| Vítěz     | 10. | 27. července 2024 | Kitzbühel, Rakousko                          | ATP 250     | antuka | Hugo Gaston             | 7–5, 6–3                |

### Čtyřhra: 3 (2–1)
| Stav      | č. | datum             | turnaj            | povrch    | spoluhráč         | soupeři ve finále             | výsledek           |
| --------- | -- | ----------------- | ----------------- | --------- | ----------------- | ----------------------------- | ------------------ |
| Vítěz     | 1. | 29. července 2018 | Gstaad, Švýcarsko | antuka    | Daniele Bracciali | Denys Molčanov Igor Zelenay   | 7–6(7–2), 7–6(7–5) |
| Vítěz     | 2. | 23. září 2018     | Petrohrad, Rusko  | tvrdý (h) | Fabio Fognini     | Roman Jebavý Matwé Middelkoop | 7–6(8–6), 7–6(7–4) |
| Finalista | 1. | 22. září 2019     | Petrohrad, Rusko  | tvrdý (h) | Simone Bolelli    | Divij Šaran Igor Zelenay      | 3–6, 6–3, [8–10]   |

## Finále na challengerech ATP a okruhu Futures
| Legenda                    |
| -------------------------- |
| Challengery (3–6 D; 0–0 Č) |
| Futures (2–2 D; 4–1 Č)     |

### Dvouhra: 13 (5–8)
| Stav      | č. | datum         | turnaj                   | povrch      | soupeř ve finále   | výsledek                |
| --------- | -- | ------------- | ------------------------ | ----------- | ------------------ | ----------------------- |
| Finalista | 1. | září 2015     | Antalya, Turecko         | tvrdý       | Matija Pecotić     | 7–6(8–6), 6–7(4–7), 2–6 |
| Vítěz     | 1. | říjen 2015    | Pula, Itálie             | antuka      | Andrea Basso       | 4–6, 6–3, 6–3           |
| Finalista | 2. | září 2016     | Reggio Emilia, Itálie    | antuka      | Stefano Travaglia  | bez boje                |
| Finalista | 3. | listopad 2016 | Andria, Itálie           | koberec (h) | Luca Vanni         | 7–5, 0–6, 3–6           |
| Vítěz     | 2. | únor 2017     | Oberentfelden, Švýcarsko | koberec (h) | Laurent Lokoli     | 6–2, 6–4                |
| Finalista | 4. | březen 2017   | Čchüan-čou, ČLR          | tvrdý       | Thomas Fabbiano    | 6–7(5–7), 6–7(7–9)      |
| Vítěz     | 3. | červenec 2017 | San Benedetto, Itálie    | antuka      | Laslo Djere        | 6–3, 6–4                |
| Finalista | 5. | srpen 2017    | Portorož, Slovinsko      | tvrdý (h)   | Serhij Stachovskyj | 7–6(7–4), 6–7(6–8), 3–6 |
| Finalista | 6. | září 2017     | Istanbul, Turecko        | tvrdý       | Malek Džazírí      | 6–7(4–7), 6–0, 5–7      |
| Vítěz     | 4. | únor 2018     | Bergamo, Itálie          | tvrdý       | Stefano Napolitano | 6–2, 3–6, 6–2           |
| Finalista | 7. | březen 2018   | Irving, Spojené státy    | tvrdý       | Michail Kukuškin   | 2–6, 6–3, 1–6           |
| Vítěz     | 5. | březen 2019   | Phoenix, Spojené státy   | tvrdý       | Michail Kukuškin   | 3–6, 7–6(8–6), 7–6(7–2) |
| Finalista | 8. | březen 2024   | Phoenix, Spojené státy   | tvrdý       | Nuno Borges        | 5–7, 6–7(4–7)           |

### Čtyřhra: 5 (4–1)
| Stav      | č. | datum       | turnaj                | povrch | spoluhráč         | soupeři ve finále                  | výsledek              |
| --------- | -- | ----------- | --------------------- | ------ | ----------------- | ---------------------------------- | --------------------- |
| Vítěz     | 1. | březen 2015 | Antalya, Turecko      | tvrdý  | Filippo Baldi     | Edoardo Eremin Lorenzo Sonego      | 6–7(3–7), 6–2, [10–0] |
| Finalista | 1. | květen 2015 | Pula, Itálie          | antuka | Filippo Baldi     | Pietro Licciardi Pietro Rondoni    | 6–3, 4–6, [7–10]      |
| Vítěz     | 2. | říjen 2015  | Pula, Itálie          | antuka | Andrea Pellegrino | Filippo Baldi Gianluca Naso        | bez boje              |
| Vítěz     | 3. | říjen 2016  | Terst, Itálie         | antuka | Jacopo Stefani    | Florian Fallert Tobias Simon       | 7–6(7–3), 6–3         |
| Vítěz     | 4. | září 2016   | Reggio Emilia, Itálie | antuka | Jacopo Stefani    | Andrea Pellegrino Andrea Vavassori | 6–3, 7–6(7–5)         |

## Chronologie výsledků na Grand Slamu

### Dvouhra
| Turnaj          | 2017 | 2018    | 2019    | 2020    | 2021    | 2022 | 2023    | 2024    | 2025    | SR     | V–P   |
| --------------- | ---- | ------- | ------- | ------- | ------- | ---- | ------- | ------- | ------- | ------ | ----- |
| Australian Open | A    | 1. kolo | 1. kolo | 2. kolo | 4. kolo | SF   | 1. kolo | A       | 2. kolo | 0 / 7  | 10–6  |
| French Open     | A    | 3. kolo | 2. kolo | 3. kolo | ČF      | A    | A       | A       | A       | 0 / 4  | 8–4   |
| Wimbledon       | A    | 2. kolo | 4. kolo | NH      | F       | A    | 4. kolo | 2. kolo | 1. kolo | 0 / 6  | 14–6  |
| US Open         | 2Q   | 1. kolo | SF      | 4. kolo | ČF      | ČF   | 2. kolo | 2. kolo |         | 0 / 7  | 18–7  |
| výhry–prohry    | 0–0  | 3–4     | 9–4     | 6–3     | 16–3    | 9–2  | 4–3     | 2–2     | 1–2     | 0 / 24 | 50–23 |

Vysvětlivky
1. ↑  Berrettini odstoupil před čtvrtým kolem Australian Open 2021. Neodehrané utkání tak nebylo započítáno jako prohraný zápas.
2. ↑  Berrettiniho soupeř pro čtvrté kolo French Open 2021 Roger Federer odstoupil před zápasem.  Neodehrané utkání tak nebylo započítáno jako vyhraný zápas.

| Legenda | Legenda                                   | Legenda | Legenda                     |
| ------- | ----------------------------------------- | ------- | --------------------------- |
| SR      | poměr vyhraných turnajů ku všem odehraným | W–L V–P | výhry–prohry                |
| NH      | daný rok se turnaj nekonal                | A       | turnaje se hráč nezúčastnil |
| 1Q / LQ | prohra v (kole) kvalifikace               | 1k / 1R | prohra v daném kole turnaje |
| QF / ČF | prohra ve čtvrtfinále                     | SF      | prohra v semifinále         |
| F       | prohra ve finále                          | Vítěz   | vítězství v turnaji         |